# Het Spaanse spook
Het Spaanse spook is het tiende stripverhaal uit de Suske en Wiske-reeks. Het is geschreven en getekend door Willy Vandersteen en werd voor het eerst gepubliceerd in het striptijdschrift Kuifje van 16 september 1948 tot en met 2 februari 1950. 
In 1952 was de eerste albumuitgave, op dat moment alleen in de blauwe reeks; hierin kreeg het verhaal nummer 0. In 1974 werd het – als laatste van de oorspronkelijk in de blauwe reeks verschenen verhalen – uitgebracht in de  Vierkleurenreeks, met nummer 150. In 1993 verscheen de geheel oorspronkelijke versie nog eens in Suske en Wiske Klassiek. 

## Tijdperk
Het grootste deel van het verhaal speelt in het jaar 1565, aan de vooravond van de Beeldenstorm en de Tachtigjarige Oorlog.

## Locaties
Het verhaal speelt zich af in België, een museum (met het schilderij De Boerenbruiloft van Pieter Bruegel de Oude), Brabant, Kriekebeek met hut van Alwina (in het bos), herberg, Gaasbeek met kasteel van Gaasbeek, Anderlecht met Luizenmolen en herberg, Brussel met Hallepoort en Schaarbeekse poort, woning van Pieter Bruegel de Oude in de Hoogstraat, boekhandel Meyers en het stadhuis van Brussel.

## Personages
Suske, Wiske met Schanulleke, Lambik, zaalwachter van het museum, Don Persilos Y Vigoramba (het Spaanse spook), de personen op het schilderij “Boerenbruiloft”, Spaanse nachtwacht, Alwina (heks), rover, Spaanse ruiters, kapitein, garnizoen van Gaasbeek, molenaar, Pieter Bruegel de Oude, Roodrokken, Spaanse edellieden, schildwachten, burgemeester Van de Molenburg, Meyers (boekhandelaar), herderin, Don Alvarez de Toledo (hertog van Alva), herbergier en zijn baby, Spaanse sappeurs, rebellen, piekeniers, musketiers, kanonniers, commandant, officier van het geniekorps, gezant, heraut

## Het verhaal

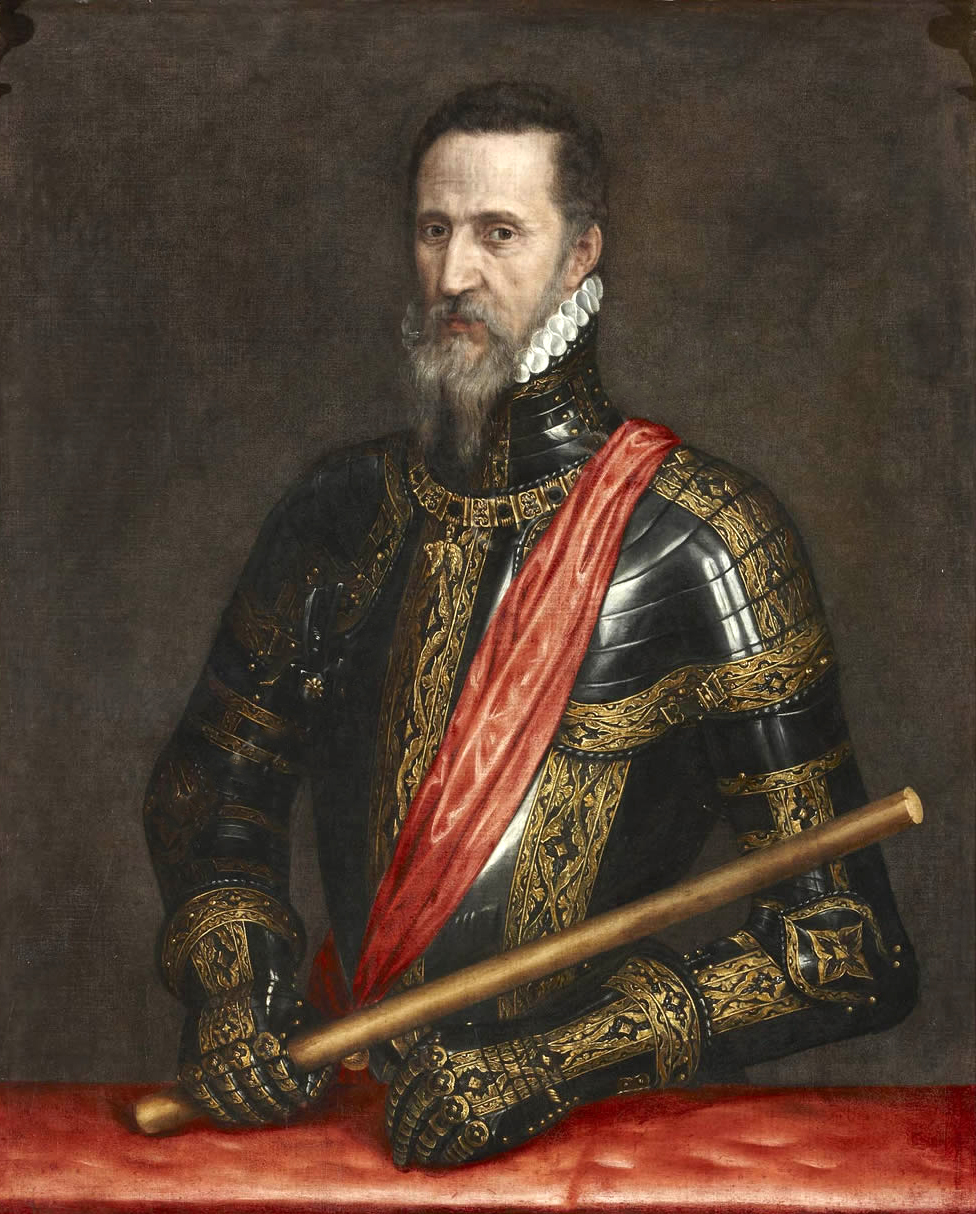
Antagonist Don Fernando Álvarez de Toledo, schilderij door Titiaan

Suske, Wiske en Lambik zijn in een museum en bekijken het schilderij  De Boerenbruiloft van Pieter Bruegel de Oude uit de zestiende eeuw. Lambik vindt het schilderij niet bijzonder en wordt op zijn hoofd geraakt door een bord met pap. De zaalwachter vertelt dat hij al vijfentwintig jaar in het museum werkt en dat er elke nacht om twaalf uur een schim door de zaal dwaalt die daarna in het schilderij van Pieter Bruegel verdwijnt. De vrienden geloven zijn verhaal niet en mogen ’s nachts in het museum blijven om het zelf mee te maken. Het spook verschijnt inderdaad en schrikt als Wiske een foto van hem maakt, waarna hij zich voorstelt als Don Persilos Y Vigoramba. Elke nacht wekt hij de scène van het schilderij “De Boerenbruiloft” tot leven. Don Persilos neemt de vrienden mee naar het verleden en ze worden door het gezelschap van het schilderij aangezien voor Spaanse spionnen. Suske kan de menigte verjagen en het spook vertelt zijn verhaal, in 1564 zat hij in het Spaanse bezettingsleger van de hertog van Alva in Brabant. De hertog hief zware belastingen en iedereen die niet wilde betalen kwam op de brandstapel of werd opgehangen. Op zekere dag wilde de hertog de rijke gemeente Kriekebeek plunderen en zond een leger naar deze plaats, maar de Brabanders hielden stand.
Don Persilos verafschuwde de handelwijze van de hertog en ging aan boord van de Sancta Caramella om koning Philips II om genade te vragen voor de Kriekenaren. De koning gaf bevel de plaats met rust te laten, maar spionnen van Alva hadden de hertog al op de hoogte gebracht en Don Persilos werd in een herberg aangevallen. Don Persilos versloeg de spionnen, maar werd dronken en kwam om het leven doordat hij niet ging schuilen tijdens een onweer. De geest van Don Persilos steeg op naar het Geestenrijk, maar hij werd gestraft omdat hij dronken was en zijn plicht niet had gedaan. Don Persilos werd door het Syndicaat van de Verenigde Spoken en Geesten veroordeeld, hij moet over de aarde ronddwalen tot Kriekebeek bevrijd wordt. Maar Don Persilos kwam pas na driehonderd jaar terug op aarde en alles was veranderd, alleen door de scène op het schilderij tot leven te brengen kan Don Persilos proberen zijn fout in het verleden goed te maken. De vrienden willen Don Persilos wel helpen en worden naar Alwina gestuurd, deze heks woont in het bos achter het dorp.
Het spook zal de vrienden adellijke kleding bezorgen zodat ze naar Brussel kunnen reizen, ze moeten proberen in de gunst te komen van de hertog van Alva zodat ze de genadebrief van de koning in handen kunnen krijgen. Het wordt één uur ’s nachts en het spook moet verdwijnen, dan blijkt dat een Spaanse nachtwacht alles heeft gehoord. De nachtwacht kan ontkomen en de vrienden gaan naar het bos en komen bij de hut van Alwina. De heks spreekt een formule uit en Suske en Wiske krijgen adellijke kleding, maar Lambik krijgt boerenkleding en een doedelzak. De kinderen krijgen een paard, Lambik een ezel en ze gaan op weg naar Brussel. Lambik kan door een list aan een rover ontsnappen en als de vrienden Spaanse ruiters treffen doen ze alsof ze zelf ook Spanjaarden zijn. De vrienden gaan met de ruiters naar een herberg en worden daar herkend door de Spaanse nachtwacht, maar kunnen na een gevecht ontkomen.
Lambik blijft achter in het bos en Suske en Wiske worden door de Spanjaarden in een val gelokt in Gaasbeek en gevangen gezet in afwachting van hun executie. Het Spaanse spook waarschuwt Lambik en deze kan door een truc met de “Steen der Sterren” het kasteel binnenkomen. Door een truc met een lans kunnen ze de kamer van de wacht bereiken en de kinderen bevrijden. De vrienden overnachten in de Luizenmolen van Anderlecht, maar zijn algauw ontdekt, en deze wordt ’s nachts door het garnizoen van Gaasbeek in brand geschoten. De molenaar red hen via een geheime gang die hij heeft  laten graven, omdat hij bang was voor de oorlog, en waardoor hij de vrienden nu helpt ontsnappen. Ze gaan naar een herberg en zien hoe een man een gevecht tekent, Wiske herkent hem als Pieter Bruegel de Oude. Ze weet dat hij als knecht in dienst was bij Pieter Coecke in Antwerpen en liever het plattelandsleven van het volk schilderde dan de Italiaanse werkwijze van zijn meesters volgde. Ook weet ze dat hij de Spaanse bezetter in zijn schilderijen hekelde, en Pieter vraagt Wiske stil te zijn omdat hij om die reden uit Antwerpen is gevlucht. Dan arriveren de Roodrokken, helpers van Alva, en de mensen vluchten weg; de vrienden vertrekken met de wagen van Pieter en zullen hem in zijn woning aan de Hoogstraat opzoeken.
De vrienden merken dat ze worden gevolgd en kunnen zich verstoppen voor de Roodrokken, maar worden in het bos aangezien voor stropers. Lambik kan de jachthonden van de Spaanse edellieden met een klontje suiker temmen en de vrienden binden de Spanjaarden vast. Met de kleding van de edelmannen kan Lambik langs de schildwachten rijden, Suske en Wiske hebben zich in korven verstopt. Als Lambik op zoek gaat naar de woning van Pieter Bruegel wordt hij herkend en kan door hulp van de burgemeester aan de Spanjaarden ontsnappen. De burgemeester brengt de vrienden naar een van zijn spionnen, boekhandelaar Meyers. Maar de Spanjaarden vallen ook zijn huis binnen en de burgemeester verstopt zich met de vrienden in een geheime ruimte achter de boekenkast. Het Spaanse spook vertelt de vrienden dan dat de hertog van Alva een vergadering over Kriekebeek heeft belegd, deze vergadering zal deze nacht al plaatsvinden in het stadhuis.
Meyers weet dat er veel troepen naar de Schaarbeekse poort zijn gestuurd en Suske en Wiske klimmen ’s nachts het stadhuis op en luisteren de krijgsraad van de hertog van Alva af. Hertog don Alvarez de Toledo vertelt dat er in Gaasbeek en Anderlecht samenzweerders rondzwerven en de volgende nacht zal een konvooi zware mortieren naar Kriekebeek worden gebracht. Piekeniers en musketiers zullen het konvooi beschermen tegen de rebellen. De kinderen worden ontdekt en klimmen in doodsangst tot aan het bovenste puntje van de stadhuistoren om aan de Spanjaarden te ontkomen. Ze zitten in de val bij het beeld van Sint Michiel (aartsengel Michaël). Het Spaanse spook komt net op tijd aanvliegen en kan de kinderen van de toren bevrijden en wil gaan kaarten met andere spoken op het galgenveld. Suske en Wiske vertellen wat ze hebben gehoord en Lambik gaat met de burgemeester op weg om het plan van de Spanjaarden te verijdelen. De Spanjaarden zijn ’s nachts al vertrokken en de mannen mogen zich verstoppen in de kudde van een herderin, zodat ze de stad kunnen verlaten.
Lambik wordt in het bos gezien door de Spanjaarden en kan door een list ontkomen, samen met de burgemeester kan hij de wagen met kruit ’s nachts laten ontploffen. Maar er zijn nog enkele wagens over met zware wapens om Kriekebeek te beschieten en de karavaan reist de volgende dag ondanks de aanslag verder. De burgemeester hakt de palen van een brug kapot, terwijl Lambik de Spanjaarden tegenhoudt. Als de karavaan over de brug wil rijden, stort deze in en Lambik zegt tegen de burgemeester dat Jan Breydel en Pieter de Coninck niets zijn in vergelijking met hen. Lambik en de burgemeester overnachten in een herberg en het Spaanse spook zoekt hen om twaalf uur op, hij vertelt dat de volgende dag in het stadhuis van Brussel een bal zal worden gegeven door de hertog van Alva.
Boekhandelaar Meyers zal Suske en Wiske toegangskaarten bezorgen, de kinderen zullen tijdens het bal proberen de genadebrief te vinden in het stadhuis. Lambik en de burgemeester komen bij Kriekebeek en zien hoe een man op een doedelzak speelt tijdens het beleg. Suske en Wiske gaan naar de woning van Pieter Bruegel en vragen om de kaarten voor het bal. De vrouw van Pieter brengt de kinderen naar de kelder, waar een illegale drukkerij is. Het stadhuis is versierd met brandende pektonnen en het bal vindt plaats in de gotische zaal, de kinderen komen ongezien in het kabinet van de hertog van Alva. De kinderen vinden de genadebrief, maar worden dan ontdekt door de hertog. Hij gooit het document in de open haard, maar het vuur wordt toevallig gedoofd door het Spaanse spook en hierdoor is het document gered.
Suske wordt neergeschoten door de hertog, maar als deze het document wil verscheuren wordt hij tegengehouden door het Spaanse spook die het schot heeft gehoord. Met het document gaan Suske, Wiske en het Spaanse spook naar Kriekebeek, maar om één uur verdwijnt het spook met het document omdat zijn spooktijd is afgelopen. De Spanjaarden laten een lading springstof in een mijngang ontploffen en de wallen van Kriekebeek breken. Lambik heeft net een flesje Kriekebier ontkurkt en verbaast zich over de sterkte van dit bier. De burgemeester verdedigt de stad met zijn mannen en de Spanjaarden trekken zich terug. De burgemeester blijft met de vlag van Kriekebeek op het slagveld achter. Lambik kan voorkomen dat een Spanjaard de vlag steelt, maar vergeet de burgemeester mee te nemen naar de stad. Burgemeester Van de Molenburg wordt gevangengenomen, achter de vijandelijke linies gebracht, en als gijzelaar aan een kanon gebonden. 
Het Spaanse spook verschijnt net voordat de laatste uitval zal plaatsvinden en laat de genadebrief van de koning zien. Het leger heeft door dat de hertog misbruik van zijn macht heeft gemaakt en ze leggen de wapens neer. Per ongeluk gaat daardoor het kanon af, maar de burgemeester wist zich weg te draaien. Daarna wordt hij vrijgelaten. De Spanjaarden bieden excuses aan en zullen zich terugtrekken, ze zenden een gezant naar de koning om alles uit te leggen. De hertog van Alva wordt teruggeroepen uit Brussel en zal later sterven op het slagveld. In Kriekebeek wordt feestgevierd en het Spaanse spook brengt de vrienden dan terug naar hun eigen tijd. Nu Kriekebeek bevrijd is kan hij eindelijk naar het Geestenrijk vertrekken. De vrienden worden wakker in het museum en herinneren zich een mooie droom. Wiske ontdekt dat er echt iets bijzonders is gebeurd, want ze heeft nog steeds krulletjes. De vrienden twijfelen of het avontuur werkelijk heeft plaatsgevonden tot Wiske zich herinnert dat ze een foto heeft gemaakt. Als de foto ontwikkeld wordt zien de vrienden een afbeelding van het Spaanse spook.

## Achtergronden bij het verhaal

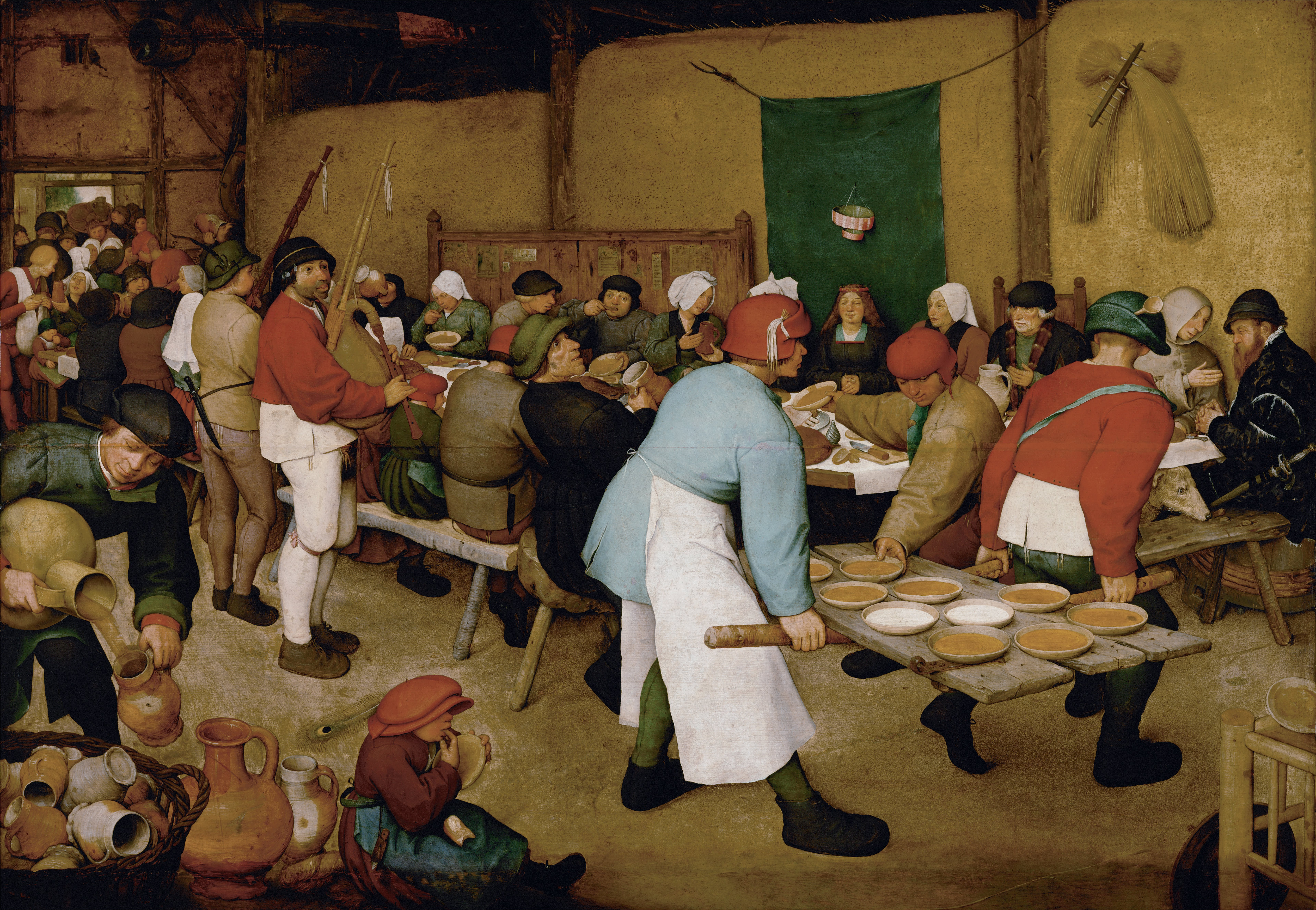
De Boerenbruiloft door Pieter Bruegel de Oude, een belangrijke inspiratiebron voor het verhaal.

- Het Spaanse spook was het eerste verhaal dat Vandersteen situeerde in de Nederlanden van de 16e eeuw, een historische periode die hem persoonlijk zeer na aan het hart lag.
- De heks Alwina tovert Suske, Wiske en Lambik letterlijk om in anders getekende figuren. Ze krijgen allemaal anatomisch correctere lichamen. Wiske krijgt bovendien een heel ander kapsel, met krulletjes. De drie vrienden behouden hierna dit nieuwe uiterlijk in alle overige blauwe reeks-verhalen. Schanulleke is in de eerste pagina's nog aanwezig en wordt door Alwina mee omgetoverd met 16de-eeuwse kledij, maar is daarna niet meer te zien in het verhaal, noch in de overige verhalen die in eerste instantie in Kuifje verschenen.
- Pieter Bruegel de Oudes schilderij De Boerenbruiloft, dat zich in werkelijkheid bevindt in het Kunsthistorisches Museum in Wenen, vormt de aanleiding tot dit verhaal. Ook de schaapsherder aan wie Suske en Wiske de weg vragen is gebaseerd op een authentieke schets die Bruegel van een herder maakte.
- Bruegel speelde ook in latere Suske en Wiske-verhalen een rol. De dulle griet draait rond Brueghels gelijknamige schilderij en in De Krimson-crisis wordt hij samen met andere beroemdheden uit de Vlaamse geschiedenis naar het heden gehaald om de vrienden te helpen.
- Het album bevat een aantal misverstanden rondom de Hertog van Alva. Het verhaal is gesitueerd in 1565, maar Alva kwam pas twee jaar later, in 1567, naar de Nederlanden, toen de Beeldenstorm inmiddels was losgebarsten. Aan het einde van het verhaal wordt gemeld dat Alva vanwege de verwikkelingen rondom (het fictieve) Kriekenbeek (verwijzend naar Schaarbeek waarvan de inwoners hun krieken op ezels verladen in Brussel verkochten) naar Spanje werd teruggeroepen en later op het slagveld stierf. Dit is historisch onjuist; in werkelijkheid vertrok Alva pas (65 jaar oud) in 1573, en hij stierf simpelweg van ouderdom (in 1582) op 74-jarige leeftijd.
- De doedelzakspeler die door blijft spelen, ook al is zijn doedelzak weggeschoten, is een karikatuur van Jacques Laudy, een Belgische striptekenaar die ook voor Kuifje werkte.[5]
- Vandersteen putte heel wat inspiratie voor zijn tekeningen in dit verhaal uit de Amerikaanse stripreeks Prins Valiant. Veel tekeningen en anatomische houdingen zijn overgenomen uit het tekenwerk van Hal Foster.[6]
- Het spook spreekt in het verhaal een Nederlands-Spaans bastaardtaaltje, dat ook kenmerkend is voor de weergave van de Spaanse taal in andere strips zoals Jommeke. Hierin krijgen heel wat gewone Nederlandse woorden een uitgang op "-os", "-io", "-ias" enz., zodat ze lijken op Spaans.
- Het laatste plaatje is deze keer niet voor Wiske gereserveerd. Er is alleen een doedelzak te zien.

## Uitgaven

### Achtergronden bij de uitgaven
Het was het eerste Suske en Wiske-verhaal dat in eerste instantie verscheen in de blauwe reeks, de Suske en Wiske-verhalen die Vandersteen destijds speciaal voor Kuifje publiceerde. Vandersteen moest zowel de verhalen als zijn eigenlijke tekenstijl enigszins aanpassen aan de conventies van dit blad. Dit verklaart onder meer waarom enkel Suske, Wiske en Lambik in het Spaanse spook en de overige zeven verhalen uit deze reeks de hoofdrol spelen. Tante Sidonia, professor Barabas en Jerom komen in de blauwe reeks nergens voor.
In tegenstelling tot de andere verhalen die oorspronkelijk in de blauwe reeks waren verschenen, werd Het Spaanse spook bij de heruitgave in de Vierkleurenreeks niet ingekort. Het is daardoor een stuk langer dan de overige verhalen in de Vierkleurenreeks.